# Opt-out
Opt-out, opt-out (ibland bara opt out) innebär att mottagaren etc. aktivt har gjort ett val, exempelvis en avanmälan från en sändlista (engelska opt kommer från franskans "opter" och från latinets "optare" = to choose or to select).

## E-post
Vid e-postmarknadsföring får e-post endast skickas till mottagare som har gett sitt medgivande, så kallad opt-in. Mottagaren bör även ges möjlighet att kostnadsfritt och enkelt avregistrera sig från framtida e-postutskick (även kallat opt-out = avanmälan).

## Europeiska unionen
Europeiska unionens lagar gäller i allmänhet i alla 27 medlemsstater. Dock har vissa medlemsstater förhandlar sig till vissa undantagsklausuler från unionens fördrag eller unionsrätten, vilket innebär att de varken omfattas av eller deltar i dessa delar av beslutsfattandet. För närvarande har två medlemsstater sådana undantagsklausuler: Danmark och Irland. När Storbritannien fortfarande var en medlemsstat hade även det landet undantagsklausuler.

## Grupptalan
Vid en rättslig grupptalan kan medlemskap i gruppen bestämmas på i huvudsak två olika sätt; a) gruppen utgörs av de personer som anmäler till domstolen eller grupprepresentanten att de vill ingå i gruppen och därmed omfattas av talan (så kallad opt-in) eller; b) gruppen utgörs av de personer som faller inom kärandens gruppbeskrivning och omfattas därmed automatiskt av talan. Till detta förfarande fogas en rätt att begära sitt utträde ur gruppen vilket medför att personen som begär ett utträde ur gruppen inte omfattas av domens rättskraft. Oavsett vilken modell som används för gruppens bestämning kan processen sägas vila på ett samtycke från gruppmedlemmarna. Väljer man opt-in uttrycks samtycke explicit och begär inte en person sitt utträde ur gruppen (det vill säga gruppmedlemmen använder(?) sin rätt till opt-out) så föreligger ett tyst samtycke.

## Organdonation
Internationellt finns det två huvudmetoder för att bestämma frivilligt samtycke avseende organdonation: Dels opt-in varvid endast de som har uttryckt sitt samtycke är givare och dels opt-out (i detta sammanhang välja bort) varvid den som inte har vägrat samtycke är en givare.

### Notförteckning
1. ↑  ”opt”. Wiktionary. https://en.wiktionary.org/wiki/opt#English. Läst 6 januari 2018.
2. ↑  ”Vad innebär opt-in och opt-out?”. Lundalogik. Arkiverad från originalet den 7 januari 2018. https://web.archive.org/web/20180107061749/https://faq.lundalogik.com/hc/sv/articles/115002989433-Vad-inneb%C3%A4r-opt-in-och-opt-out-. Läst 6 januari 2018.